# دزدان دریایی کارائیب: صندوقچه مرد مرده
دزدان دریایی کارائیب: صندوقچه مرد مرده (به انگلیسی: Pirates of the Caribbean: Dead Man's Chest) فیلمی آمریکایی در ژانر فانتزی شمشیربه‌دستان و عنوان دومین قسمت از سری فیلم‌های دزدان دریایی کارائیب و دنبالهٔ دزدان دریایی کارائیب: نفرین مروارید سیاه (۲۰۰۳) است. کارگردانی این فیلم بر عهده گور وربینسکی بوده و فیلم‌نامه آن توسط تد الیوت و تری روسیو به رشته تحریر درآمده است. شرکت والت دیزنی از این فیلم تخیلی_ماجرایی پشتیبانی بسیار کرده؛ تا آنجا که بخشی از پارک دیزنی‌لند را به این فیلم اختصاص داده‌اند.
نمایش افتتاحیهٔ صندوقچه مرد مرده در دیزنی‌لند ریپورت و در ۲۴ ژوئن ۲۰۰۶ بود و سپس در ۷ ژوئیه در ایالات متحده به نمایش در آمد. این فیلم چندین رکورد را در آن زمان شکست، از جمله رکورد افتتاحیه آخر هفته در ایالات متحده با ۱۳۶ میلیون دلار و سریعترین فیلم با فروش بیش از یک میلیارد دلار در گیشه جهانی (۶۳ روز)، و پرفروش‌ترین فیلم سال ۲۰۰۶، سومین فیلم پرفروش تمام دوران در زمان اکران، و پرفروش‌ترین فیلم در این سری شد.

## داستان

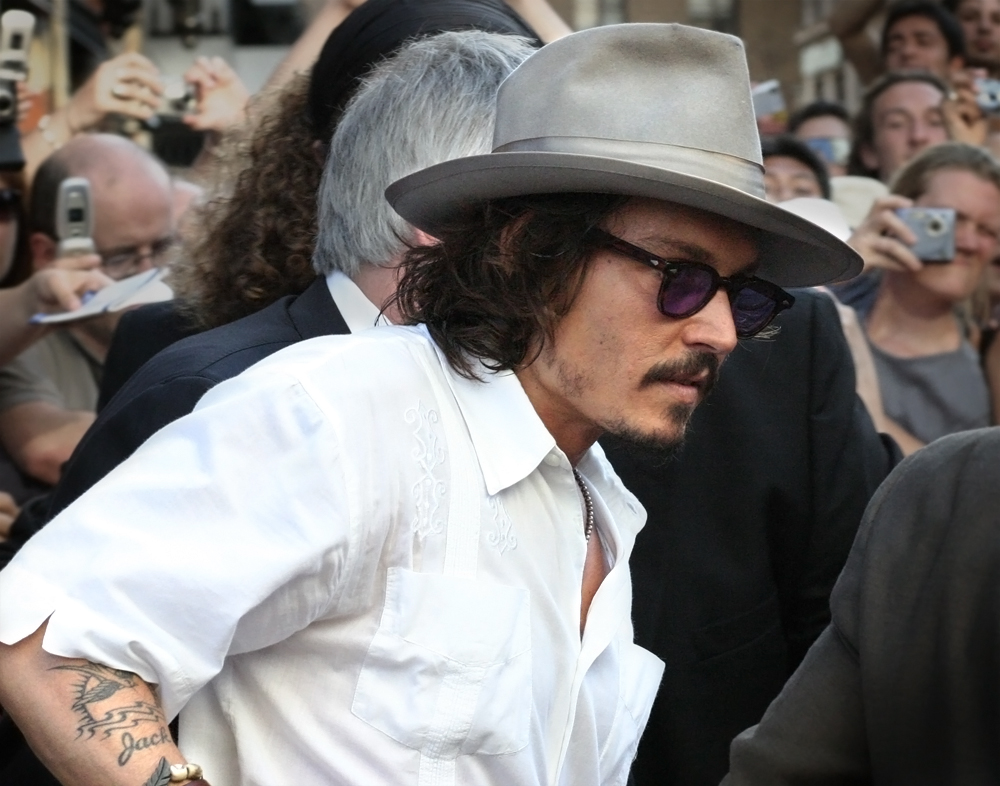
جانی دپ در پیش نمایش دزدان دریایی کارائیب: صندوقچه مرد مرده

مراسم ازدواج ویل ترنر و الیزابت سوآن در حال برگزاری است که ناگهان لرد کاتلر بکت از راه رسیده و همه چیز را برهم می‌زند. او حکم دستگیری زوج جوان و جیمز نورینگتون را همراه دارد؛ زیرا به جک اسپارو برای فرار از دست نیروهای پادشاه کمک کرده بودند. نوریگتون پس از اینکه دانتلس در جریان یک نبرد غرق شد، از نیروی دریایی استعفا داد و ناپدید شده است. در همین بین، جک در انباری مروارید سیاه با بیل ترنر مواجه می‌شود. او که حالا یکی از خدمه‌های فلایینگ داچمن به‌شمار می‌رود، به جک دربارهٔ معامله‌اش با دیوی جونز اخطار می‌دهد. جونز به قولش عمل کرد و مروارید سیاه را به جک بازگرداند. در مقابل، او باید به خدمهٔ کشتی‌اش بپویندد یا منتظر کراکن باشد.
در سوی دیگر ماجرا، ویل ترنر به الیزابت قول می‌دهد برای آزاد کردنش به سراغ جک اسپارو رفته و قطب‌نمای منحصر به فردش را برای کاتلر بکت بیاورد. این قطب‌نما مسیر رسیدن به چیزی را نشان می‌دهد که فرد دارنده از اعماق قلبش خواهان رسیدن به آن است. ویل نهایتاً موفق می‌شود جک و خدمه‌اش را در یک جزیرهٔ متعلق به قبیلهٔ آدمخوارها بیابد. آن‌ها فکر می‌کنند جک خدایشان بوده و باید او را به آتش بکشند تا بتواند از قالب انسانی‌اش آزاد شود. در همین بین، الیزابت فرار کرده و خودش را به اتاق بکت می‌رساند. او نامه‌هایی که حکم آزادی اشخاص تحت تعقیب هستند را برداشته و سپس فرار می‌کند. او خودش را به شکل پسری جوان درآورده و سوار بر یک کشتی شده و به سمت تورتوگا حرکت می‌کند. جک و دیگر افرادش از جزیرهٔ آدم‌خوارها فرار کرده و به سمت یک مکان خاص حرکت می‌کنند تا تیا دالما را ببینند. او فاش می‌کند تنها راه مقابله با دیوی جونز، قلب او است که داخل صندوقچهٔ مرد مرده قرار دارد. به واسطهٔ آن، می‌توان جونز را به هر کاری وادار کرد. شخصیت‌های اصلی داستان قبل از هر چیز باید کلید مربوط به صندوقچه را بیابند. ویل ترنر قبول می‌کند به سراغ کلید رفته و آن را برای جک بیاورد. در ازای اینکار، قطب‌نما را طلب می‌کند. آن‌ها در جریان تلاش برای رسیدن به خواستهٔ خود مورد حملهٔ فلایینگ داچمن قرار می‌گیرند. جونز، ویل را به عنوان گروگان نگه داشته و از جک می‌خواهد برای پرداخت طلبش، ۱۰۰ روح را پیدا کرده و برایش بیاورد. او برای پیدا کردن انسان‌های خواسته شده خودش را به تورتوگا رسانده و در آنجا با الیزابت سوآن و صد البته جیمز نورینگتون که شرایط مساعدی ندارد ملاقات می‌کند.
ویل ترنر که سوار بر فلایینگ داچمن است، کلید صندوقچهٔ مرد مرده را پیدا کرده و به کمک پدرش از کشتی فرار می‌کند. او پس از مدتی سوار به کشتی‌ای می‌شود که الیزابت سوآن خودش را به شکل پسری جوان درآورده و به عنوان خدمه روی آن کار می‌کرد. آن کشتی مورد حملهٔ کراکن قرار گرفته و غرق می‌شود اما ویل موفق می‌شود جان خودش را نجات داده و فرار کند. در همین بین، الیزابت از قطب‌نمای جک اسپارو استفاده کرده و محل پنهان شدن صندوقچه را می‌یابد. ویل هم خودش را به محل مورد نظر می‌رساند. و پس از یافتن صندوقچه، یک درگیری میان جک، ویل و جیمز شکل می‌گیرد. هر کدام از آن سه، هدف متفاوتی را دنبال می‌کند: جک می‌خواهد کنترل دیوی جونز را به دست بگیرد؛ ویل می‌خواهد پدرش را از بردگی جونز نجات دهد؛ جیمز می‌خواهد با اهدای قلب جونز به بکت، زندگی سابقش را پس بگیرد. در جریان نبرد، نورینگتون بدون اینکه کسی متوجه شود، قلب را دزدیده و فرار می‌کند. جک اسپارو در تقابل با دیوی جونز متوجه می‌شود برخلاف تصورش قلب را در اختیار ندارد. از همین رو، تصمیم به فرار از مروارید سیاه می‌گیرد اما نظرش تغییر کرده و در میانهٔ راه بازمی‌گردد. او با شلیک به بشکه‌های باروت، زخم‌های شدیدی را به کراکن وارد می‌کند. شخصیت‌های اصلی می‌دانند که موجود عظیم‌الجثه دوباره بازمی‌گردد. به همین دلیل تصمیم به ترک کشتی می‌گیرند. الیزابت که می‌داند کراکن تنها جک را می‌خواهد، او را فریب داده و دستهایش قفل می‌کند تا بدین ترتیب، فرصت فرار داشته باشند. کراکن نهایتاً حمله کرده و جک را به گنجینهٔ دیوی جونز می‌برد. خدمهٔ کشتی سپس پیش تیا دالما رفته و پس از صحبت با او، تصمیم می‌گیرند ماجراجویی خطرناکی را برای پیدا کردن جک آغاز کنند؛ زیرا فکر می‌کنند او خودش را برای نجات جانشان فدا کرده است. دالما همچنین فردی را به آن‌ها معرفی می‌کند که یک کاپیتان باتجربه است یعنی هکتور باربوسا در آن سوی ماجرا، جیمز نورینگتون به نیروی دریایی بازگشته و کاتلر بکت هم کنترل دیوی جونز را به دست گرفته است.

## بازیگران
- جانی دپ در نقش کاپیتان جک اسپارو
- اورلاندو بلوم در نقش ویلیام ترنر
- کیرا نایتلی در نقش الیزابت سوآن
- استلان اسکاشگورد در نقش ویلیام «بوتسترپ بیل» ترنر
- بیل نایی در نقش دیوی جونز
- جک داون پورت در نقش جیمز نرینتون
- کوین مک‌نالی در نقش جوشامی گیبز
- جاناتان پرایس در نقش فرماندار ودربای سوآن
- لی ارنبرگ در نقش پینتل
- مکنزی کروک در نقش
- تام هالندر در نقش لرد کاتلر بکت
- نائومی هریس در نقش تیا دالما / کالیپسو
- الکس نورتون در نقش کاپیتان بلامی
- دیوید بایلی در نقش کاتن
- مارتین کلبا در نقش مارتی
- دیوید اسکوفیلد در نقش مرسر
- جان باسوال در نقش وایورن
- سمی هنرتی در نقش دختر انگلیسی (نامش در عنوان‌بندی نیامده)
- جفری راش در نقش کاپیتان هکتور باربوسا

## کارنامه فعالیت کارگردان و بازیگران
براساس آمارها فیلم دزدان دریایی کارائیب (صندوق مرد مرده) به‌طور متوسط فعالیت ۱۴ام بازیگران این اثر است. براساس امتیاز مردم، فیلم دزدان دریایی کارائیب (صندوق مرد مرده) بهترین اثر استلان اسکاشگورد، تام هالندر و نائومی هریس در حرفه بازیگری محسوب می‌شود.
براساس امتیاز مردم، این فیلم یکی از ۴ اثر شاخص گور وربینسکی در حرفه کارگردانی محسوب می‌شود. فیلم دزدان دریایی کارائیب (صندوق مرد مرده) براساس امتیاز مردم به آثار یکی از ۴ اثر شاخص، تری روسیو در حرفه نویسندگی محسوب می‌شود.
همچنین گور وربینسکی کارگردان فیلم، اولین همکاری خود با بازیگرانی چون دیوید اسکوفیلد را در این اثر تجربه کرده است. در میان بازیگران دزدان دریایی کارائیب (صندوق مرد مرده) نیز ۶۲ همکاریِ اول رخ داده، به‌عبارت دیگر در این فیلم میان هر یک از ۱۵ بازیگر با یکدیگر یک رابطه همکاری شکل گرفته که ۶۲ همکاری برای اولین مرتبه در دزدان دریایی کارائیب (صندوق مرد مرده) رخ داده است. مانند: جان کریستوفر دپ دوم و بیل نای، اورلاندو بلوم و استلان اسکارشگورد، کیرا نایتلی و تام هالندر، جک دونپورت و نائومی هریس، جاناتان پرایس و مارتین کلبا.

## عوامل فیلم
در مجموع بیش از ۱۸ نفر در تولید این فیلم نقش داشته‌اند و هر یک از آنها در منظوم یک صفحه اختصاصی دارند.

#### اطلاعات فیلم
کاربران نیز در یک لیست از فیلم دزدان دریایی کارائیب (صندوق مرد مرده) یاد کرده‌اند. همچنین در بخش بررسی فیلم یک نفر از میان مردم به نقد و تحلیل خود از دزدان دریایی کارائیب (صندوق مرد مرده) پرداخته‌اند.
تاکنون در صفحه اختصاصی فیلم دزدان دریایی کارائیب (صندوق مرد مرده) در منظوم اطلاعات بسیاری توسط پژوهشگران و مردم ثبت شده است. در بخش گالری عکس و پوستر فیلم ۱۲۰ عدد، گردآوری و درج شده است. همچنین تاکنون در بخش‌های ویدئو و تیزر فیلم، حواشی فیلم، دیالوگ برتر فیلم)، سوتی فیلم و نقد فیلم هنوز موردی ثبت نشده است. فیلم «صندوق مرد مرده» تاکنون موفق‌ترین فیلم دزدان دریایی کاراییب بوده است. (رکورد: سومین فیلم پرفروش تاریخ سینما)